# Ludwig Museum Koblenz

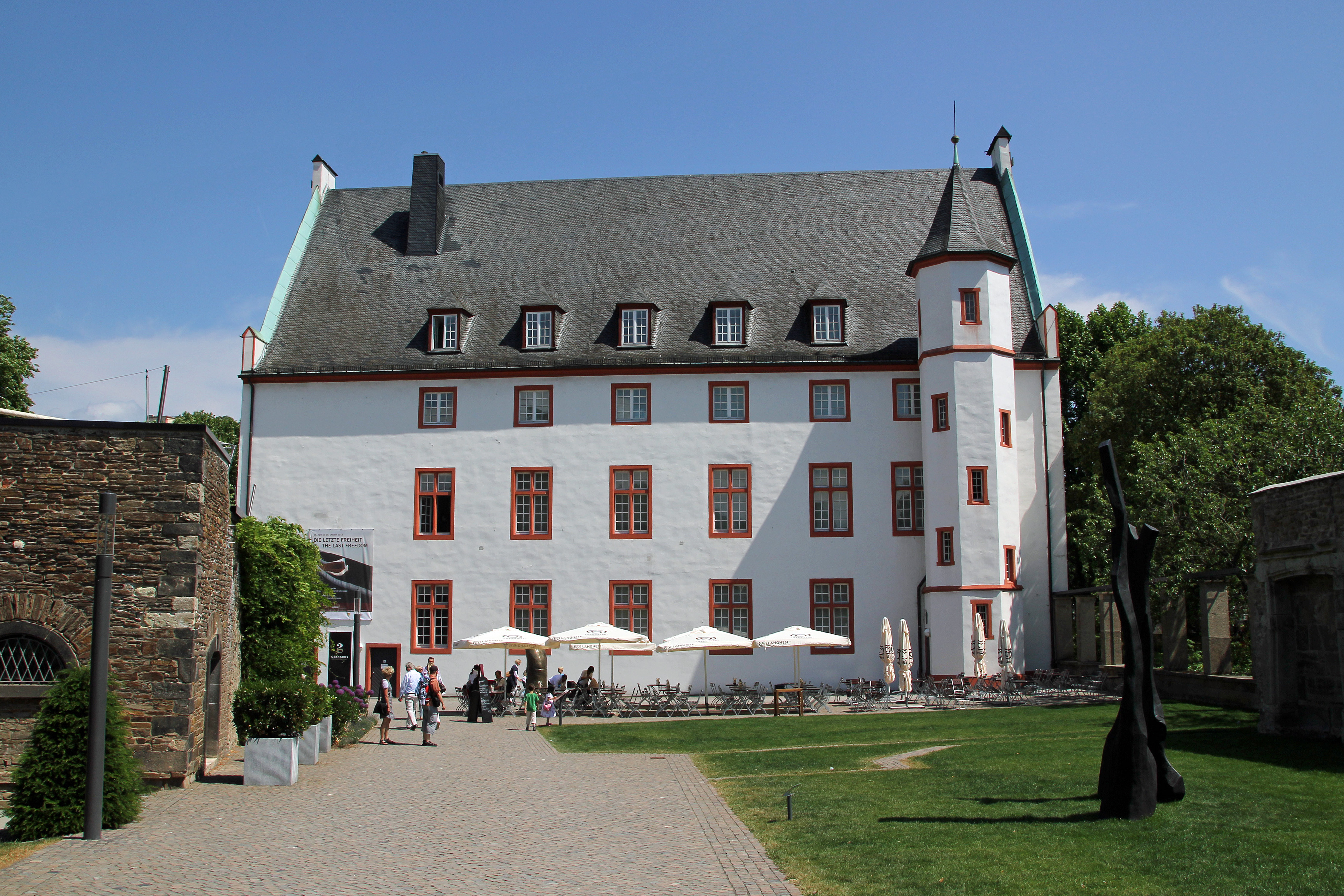
Das Deutschherrenhaus beherbergt das Ludwig Museum (2011)

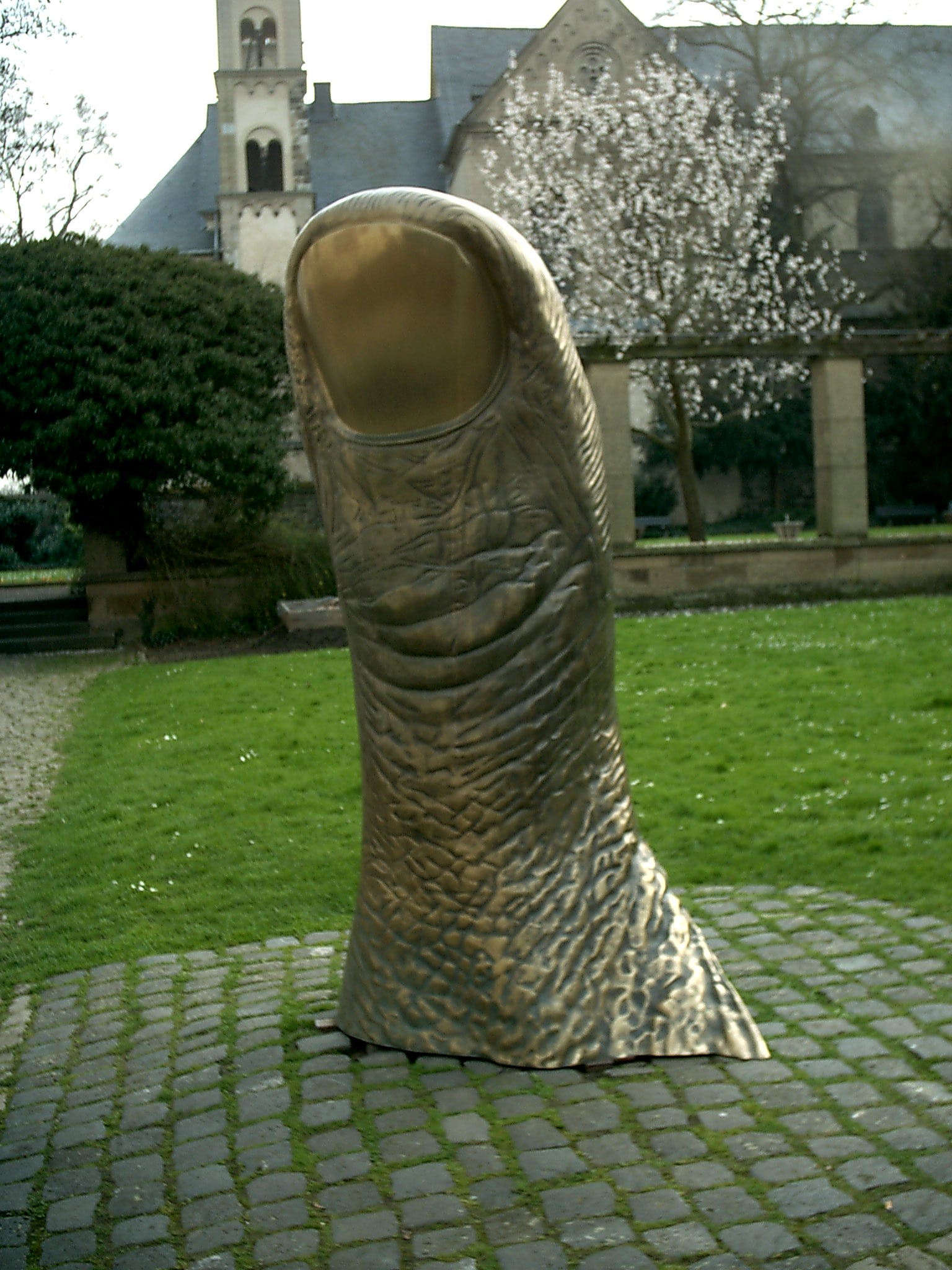
César: Le Pouce – Der Daumen, seit 1993 im Ludwig Museum, Leihgabe des Ludwig Forums (Foto: 2005)

Das Ludwig Museum ist ein Kunstmuseum für moderne und zeitgenössische Kunst in Koblenz. Es ist die fünfte vom Sammlerehepaar Peter und Irene Ludwig in Deutschland initiierte Kunstsammlung und wurde am 18. September 1992 mit der Ausstellung Atelier de France im Deutschherrenhaus eröffnet. Die Gründungsleiterin war die Schweizerische Kunsthistorikerin Danièle Perrier. Seit April 1997 ist Beate Reifenscheid-Ronnisch Direktorin des Museums.

## Geschichte
Die Ausrichtung des Museums auf französische Kunst des 20. und 21. Jahrhunderts, vornehmlich nach 1945, ist in Deutschland einmalig. Das Museum nutzt neben seinen Ausstellungsräumen auf vier Etagen auch den angrenzenden Blumenhof, der sich als Ausstellungsfläche für markante dreidimensionale Arbeiten anbietet.
Zu den Beständen gehören Le Pouce (Der Daumen) von César, die Installation Dépot de mémoire et d'oubli (Stätte der Erinnerung und des Vergessens) von Anne und Patrick Poirier, die diese Arbeit eigens zur Museumsgründung für diesen Ort entwickelt haben, King and Queen von David Nash und die Skulptur 224.5° Arc x 5 et 225° Arc x 5 von Bernar Venet.
Das Museum zeigte und zeigt unter anderem Werke von Arman, Jean Arp, Bernard Aubertin, Christian Boltanski, Erró, Alain Jacquet, Bettina Rheims, Pierre Soulages, Ben Vautier, Bernar Venet und Wols.

## Skulpturengarten

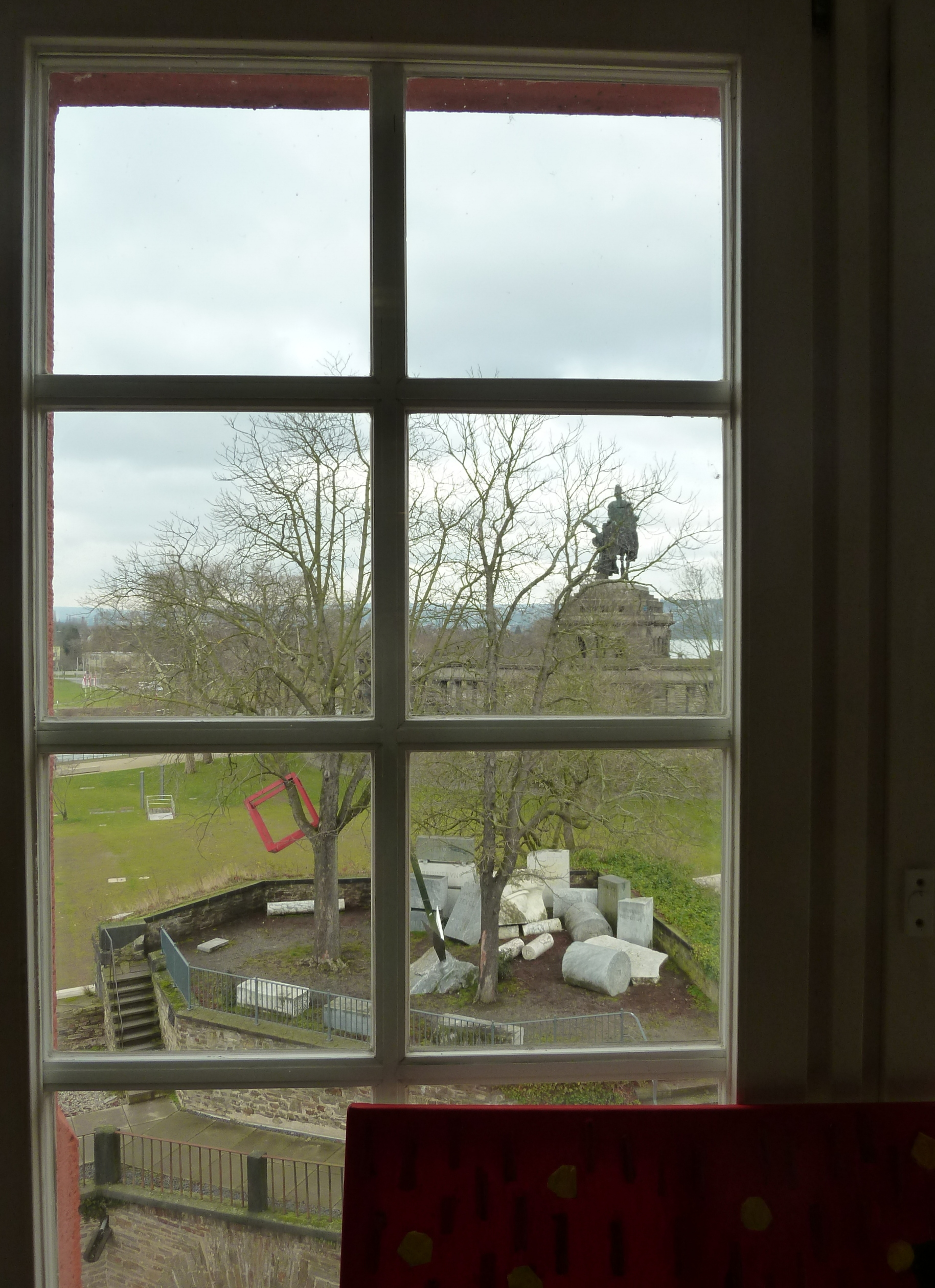
Blick aus dem Ludwigmuseum auf das Deutsche Eck und die Skulpturen von HD Schrader und Anne und Patrick Poirier

Das Ludwig Museum nutzt den Blumenhof und den angrenzenden Park als Skulpturengarten.
Exponate
- César: Le pouce (1965), Bronze, vergoldet
- Anne und Patrick Poirier: Dépôt de mémoire et d'oubli. Stätte des Vergessens und Erinnerns (1992), Marmor
- Martine Andernach: Die drei Grazien (2011), Corten-Stahl, 300 × 74 × 44 cm
- Bernard Venet: 24.5° Arc x 5 et 225° Arc x 5 (2011), Cortenstahl
- Heiner Meyer, Garden Kelly (2013), Cortenstahl
- Heiner Meyer: Change (2014), Cortenstahl

## Ausstellungen (Auswahl)
- 2006: Bob Willoughby, Liz Talor.
- 2011: Die letzte Freiheit. Von den Pionieren der Land-Art bis zur Natur im Cyber-Space
- 2012: Anselm Kiefer - Memorabilia. Präsentiert werden Werke aus musealen Sammlungen, aus Privatbesitz und aus der Sammlung Ludwig.
- 2014 Fabrizio Plessi - Sul viaggio. Über das Reisen,
- 2014: Sean Scully. Figure Abstract.
- 2015: John Cage / Milan Grygar. Chance Operations & Intention
- 2016: Erró. Private Utopia
- 2017: Tony Cragg. Sculptures and Works on Paper. Katalog.
- 2017: Kader Attia. Architektur der Erinnerung.
- 2018/19: Pierre Soulages – Noir / Lumière
- 2018: John Chamberlain. Bending spaces
- 2019: Alex Katz - Bigger Is Better
- 2020: Larry Rivers – An Amercian-European Dialogue
- 2021: Gottfried Helnwein – Schlaf der Vernunft
- 2024: Reflections. Positionen aus der National-Bank Sammlung